# Chezhan (köping i Kina, Henan)
Chezhan (kinesiska: 车站, 车站镇) är en köping i Kina. Den ligger i provinsen Henan, i den centrala delen av landet, omkring 180 kilometer söder om provinshuvudstaden Zhengzhou. Antalet invånare är 47 026. Befolkningen består av 23 695 kvinnor och 23 331 män. Barn under 15 år utgör 18,0 %, vuxna 15-64 år 72 %, och äldre över 65 år 8,0 %.
Genomsnittlig årsnederbörd är 984 millimeter. Den regnigaste månaden är augusti, med i genomsnitt 180 mm nederbörd, och den torraste är januari, med 10 mm nederbörd.